# عين فارس (المسيلة)
عين فارس بلدية تابعة لدائرة عين الملح بولاية المسيلة، تقع جغرافيًا بين بلدية سيدي امحمد وبلدية الشعيبة التابعة لولاية أولاد جلال. بلغ عدد سكانها حوالي 3184 نسمة وفقًا لإحصائيات سنة 2008.